# The Spy Who Loved Me
The Spy Who Loved Me (Spionen der elskede mig) er en britisk actionfilm fra 1977. Filmen er den tiende i EON Productions serie om den hemmelige agent James Bond, der blev skabt af Ian Fleming.
Filmens titel stammer fra Flemings roman The Spy Who Loved Me men efter aftale med Fleming, der tilsyneladende havde fortrudt sin historie, måtte man kun bruge netop titlen på romanen. Til handlingen måtte man derfor skrue en ny historie sammen, hvilket viste sig at være lettere sagt end gjort. Der måtte en række forfattere og manuskripter til, før Christopher Wood havde fundet succes-formlen. En tanke om at benytte figuren Blofeld og terrororganisationen SPECTRE fra tidligere film måtte dog droppes efter protester fra Kevin McClory, der gjorde krav på rettighederne til dem. Men da filmen til gengæld ikke havde noget med en af de oprindelige romaner, autoriserede EON Productions Wood til at skrive en på basis af filmmanuskriptet. Det blev til James Bond, The Spy Who Loved Me, der udkom samme år.
For at få plads til scenerne med det indre af supertankeren Liparus var det nødvendigt at opføre et nyt studio, 007 Stage, hos Pinewood Studios for 1, 8 mio. USD. Ved de udvendige scener med skibet blev der benyttet modeller, der blev filmet i Bahamas. Til scenen hvor Lotus Esprit-bilen bliver forvandlet til en undervandsbåd blev der benyttet syv modeller og mock-ups til at vise de forskellige stadier i forvandlingen. Kun en enkelt bil fungerede faktisk som undervandsbåd. Den var dog ikke vandtæt, så de ombordværende måtte have dykkerudstyr på.

## Plot
En britisk og en sovjetisk ubåd forsvinder på mystisk vis. James Bond og den sovjetiske agent major Anya Amasova sættes på sagen. De støder på hinanden i Egypten og på den tårnhøje Jaws, der arbejder for skurken Stromberg, der vil skabe et nyt Atlantis.

## Crew
- Producent: Albert R. Broccoli
- Manuskript: Christopher Wood og Richard Maibaum
- Instruktør: Lewis Gilbert

## Medvirkende
- Roger Moore – James Bond
- Curt Jurgens – Carl Stromberg
- Barbara Bach – Major Anya Amasova
- Richard Kiel – Jaws
- Caroline Munro – Naomi
- Walter Gotell – General Gogol
- Goeffrey Keen – Britisk forsvarsminister
- George Baker – Kaptajn Benson
- Michael Bilington – Sergei
- Bernard Lee – M
- Desmond Llewelyn – Q
- Lois Maxwell – Miss Moneypenny